# Friedrich Michelis
Friedrich Bernhard Ferdinand Michelis (Münster, 1815. július 27. – Freiburg im Breisgau, 1886. május 28.) német katolikus teológus és filozófus, az ókatolikus mozgalmak egyik vezére.

## Életútja
1838-ban lett pap, 1853-ban átvette a paderborni Collegium Borromäum igazgatását, 1855-ben megkapta az albachteni plébániát és 1864-ben elfoglalta a bölcselet tanszékét a braunsbergi gimnáziumban. Az első vatikáni zsinatot követő mozgalmak őt is magukkal ragadták és miután a pápai tévedhetetlenség hitágazatának nyíltan, szóban és írásban ellenszegült, 1871-ben az egyházból kizárták. Ekkor teljesen az ókatolikusoknak szentelte életét, akiknek freiburgi gyülekezetében haláláig lelkészük is volt.

## Művei
- Die Philosophie Platons in ihrer innern Beziehung zur geoffenbarten Wahrheit (Münster 1859-60)
- Geschichte der Philosophie (Braunsberg, 1865)
- Kant vor und nach dem Jahr 1770 (Münster, 1871)
- Antidarwinistische Beobachtungen (Bonn, 1877)
- Die Philosophie des Bewusstseins (uo. 1877)
- Katholische Dogmatik (uo. 1881)
- Das Gesamtergebnis der Naturforschung, denkend erfasst (Freiburg, 1885)
- Die katholische Reformbewegung und das Vatikanische Konzil (Giessen, 1887)